# Rio Cavalos
O Rio Cavalos é um afluente do Rio Mondego. Atravessa os Concelhos de Oliveira do Hospital e Tábua. 
1. ↑  «PR2 - Caminho do Xisto de Sevilha». Portal Institucional. Consultado em 20 de fevereiro de 2022